# David Robinson
David Robinson (celým jménem David Maurice Robinson, * 6. srpna 1965) je bývalý americký profesionální basketbalista. Je považován za jednoho z nejlepších podkošových hráčů všech dob.
Celou svou profesionální kariéru v NBA (1989 - 2003) strávil Robinson v týmu San Antonio Spurs, se kterým vyhrál v letech 1999 a 2003 finále NBA.
V roce 1995 byl vyhlášen nejužitečnějším hráčem NBA, celkem desetkrát byl zařazen v NBA All-Stars týmu.
Za svou kariéru v NBA dosáhl celkem 20790 bodů, což dává úctyhodný průměr 23,2 bodu na zápas.
Je držitelem dvou zlatých medailí z olympijských her - z Barcelony 1992 a Atlanty 1996.